# Chu Vĩ Quân
Chu Vĩ Quân (tiếng Trung: 朱偉鈞; sinh ngày 9 tháng 2 năm 1999 ở Hồng Kông) là một cầu thủ bóng đá Hồng Kông hiện tại thi đấu cho Dreams.

## Sự nghiệp trẻ
Chu trained as a member of the Hong Kong Rangers academy while attending Yan Chai Hospital Tung Chi Ying Memorial Secondary School. He later chuyển đến Chelsea Soccer School with whom Anh giành chức vô địch HKFA Youth Cup năm 2015-16. Although he was invited by both Metro Gallery và South China to train with their respective first teams, he declined to do so until he finished high school.

## Sự nghiệp câu lạc bộ
Due to Chelsea Soccer School's partnership agreement với Happy Valley, Chu was registered as a Happy Valley player for the mùa giải 2016-17. He scored 12 goals in helping the club win the Third Division title.
Vào tháng 7 năm 2017, Chu signed with top flight club Dreams. He made his debut on 26 August, playing 12 minutes in a 1-1 draw trước Tai Po.

## Danh hiệu

### Câu lạc bộ
Happy Valley
- Hồng Kông Third Division: 2016-17